# Espacio fiscal

Porcentaje de deuda de cada país respecto de su PIB en 2007. Cuanto menor es este porcentaje, más espacio fiscal tiene el país.

El espacio fiscal, colchón fiscal, margen fiscal, posición fiscal, capacidad fiscal o espacio presupuestario es la flexibilidad de un gobierno en sus opciones de gasto.Peter Heller (2005) lo definió «como espacio en el presupuesto de un gobierno que le permite proporcionar recursos para un propósito deseado sin poner en peligro la sostenibilidad de su posición financiera o la estabilidad de la economía».
Existen diferentes definiciones exactas para el término y diferentes formas para medir su magnitud. Las definiciones más influyentes del término provienen de instituciones internacionales como el Fondo Monetario Internacional (FMI), el Banco Mundial, las agencias de las Naciones Unidas, por ejemplo, el Programa de las Naciones Unidas para el Desarrollo, la Organización Mundial de la Salud o la UNICEF, y las organizaciones de ayuda, como la Organización para la Cooperación y el Desarrollo Económicos.
El punto fundamental del debate es cómo deben considerarse y, por tanto, calcularse, los recursos que definen el "espacio fiscal". En particular, a diferencia del FMI-Banco Mundial, las agencias de la ONU abogan por definir el espacio fiscal en relación con el grado en que un gobierno puede movilizar recursos para reducción de la pobreza y alcance de los Objetivos de Desarrollo del Milenio.
El término apareció durante la campaña previa a las elecciones generales de Irlanda de 2016.
La empresa Moody's Analytics proporciona estimaciones mensuales del espacio fiscal de muchos países. Lo define como la diferencia entre un límite superior estimado de deuda pública (más allá del cual habría que tomar medidas para evitar el impago soberano) y la deuda pública real, expresada como porcentaje del PIB o, de manera equivalente, como la diferencia entre el límite de deuda en porcentaje del PIB y la deuda real, también como porcentaje del PIB. Por ejemplo, si un país tiene como límite superior de deuda el 100 % de su PIB, pero su deuda real alcanza el 90 %, entonces su espacio fiscal es de 10 puntos del PIB.
El espacio fiscal es importante porque, ante una posible crisis que exija a los gobiernos endeudarse para sostener la economía, los que tengan menor espacio fiscal se convierten en los más vulnerables. Por otro lado, al plantearse una iniciativa internacional que requiera endeudamiento, en principio los países con menor margen fiscal se mostrarán más reticentes.
El Informe sobre el desarrollo mundial 2019 del Banco Mundial sobre el futuro del trabajo sugiere formas en que los gobiernos aumentan el espacio fiscal para prepararse para el futuro del trabajo mediante inversiones en capital humano y protección social.